# Болдырево (Весьегонский район)
Болдырево — деревня в Весьегонском муниципальном округе Тверской области.

## География
Деревня находится в северо-восточной части Тверской области на расстоянии приблизительно 22 км на юго-запад по прямой от районного центра города Весьегонск.

## История
С 1677 года в Есеницком стане значилась деревня Дятловица, поместье Осипа Петровича Приклонского. Позднее здесь также стала учитываться и деревня Болдырево, затем Дятловица вошла в состав Болдырева. Дворов было учтено 16 (1859), 31 (1889), 75 (1931), 34 (1963), 14 (1993), 6(2008),. До 2019 года входила в состав Любегощинского сельского поселения до упразднения последнего.

## Население
Численность населения: 113 человек (1859 год), 173 (1889), 323 (1931), 87 (1963), 21 (1993), 12 (русские 100 %) в 2002 году, 6 в 2010.